# Frévent
Frévent is een gemeente in het Franse departement Pas-de-Calais (regio Hauts-de-France). De plaats maakt deel uit van het arrondissement Arras. Frévent telde op 1 januari 2022 3.288 inwoners.

## Geografie
De oppervlakte van Frévent bedroeg op 1 januari 2022 15,23 vierkante kilometer; de bevolkingsdichtheid was toen 215,9 inwoners per km².

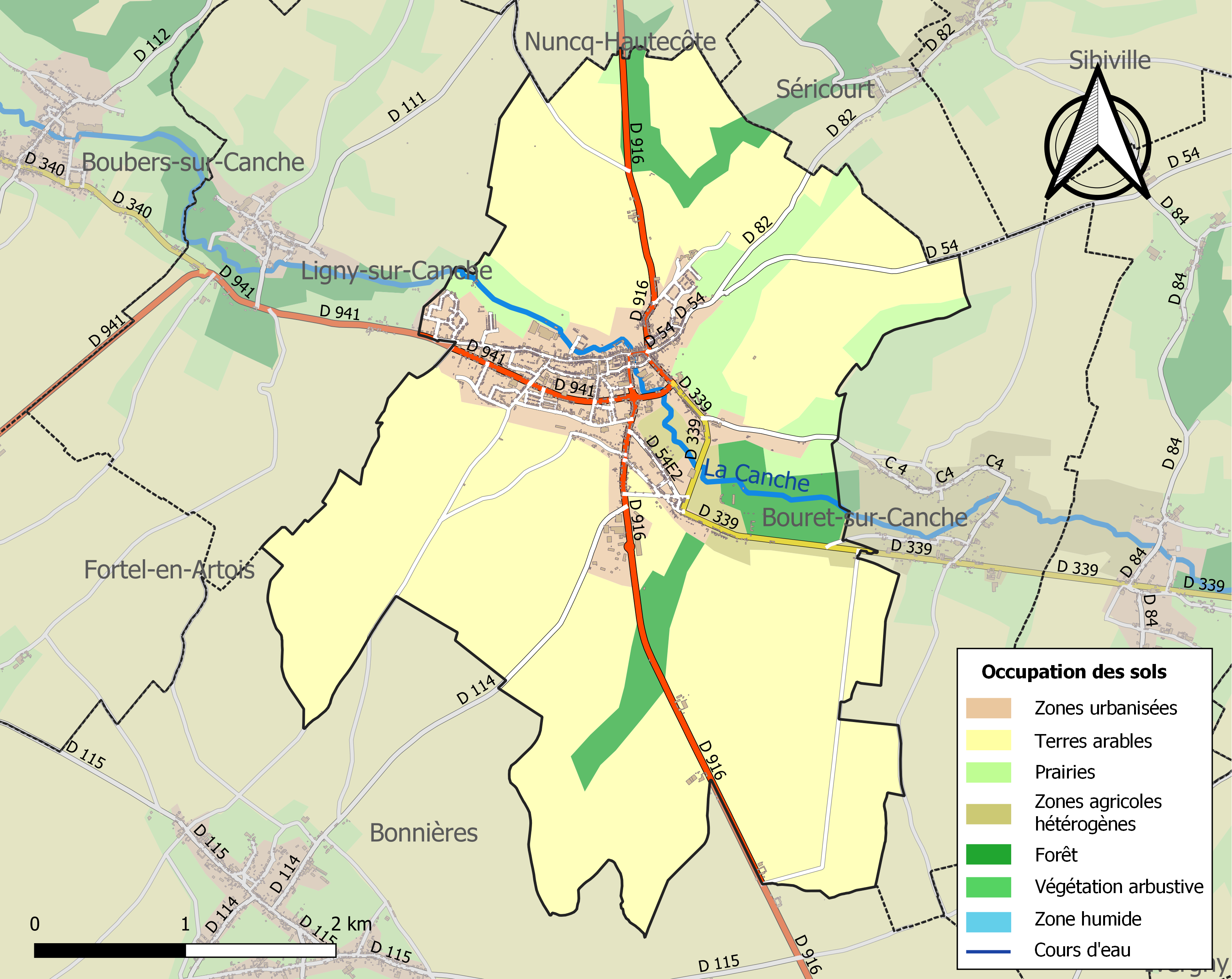
Kaart van de gemeente met belangrijkste infrastructuur, bodemgebruik en omliggende gemeenten

## Demografie
Onderstaande figuur toont het verloop van het inwonertal (bron: INSEE-tellingen).